# Monte Cristo Esporte Clube
O Monte Cristo Esporte Clube é um clube brasileiro de futebol sediado na cidade de Goiânia, no estado de Goiás, fundado em 26 de janeiro de 1970. Em 2016, na campanha do vice-campeonato da Terceira Divisão, o time mandou suas partidas no Estádio Abrão Manoel da Costa, com capacidade para 3.000 torcedores, em Trindade.
Participou por diversas vezes da segunda e terceira divisões do Campeonato Goiano de Futebol.[carece de fontes?]
Quando a equipe disputou o Campeonato Goiano da Segunda Divisão de 2017, ficou na última colocação. Em sua rodada final foi derrotado pelo América por WO (sendo mandante da mesma, em razão de não haver médico na partida).

## História

### 2000–2009
O início do século XXI para o Monte Cristo foi marcado pela campanha na segunda divisão, obtendo uma boa campanha na primeira fase e, consequentemente, classificando a agremiação para a fase seguinte. Contudo, não conseguiu a qualificação no octogonal final. No ano posterior, a equipe voltou a participar da segunda divisão; contudo, terminou sendo excluída da mesma por não cumprir com os pagamentos. Como resultado, todas as suas partidas foram canceladas.
A equipe começou a sua história na terceira divisão estadual em 2004. Na ocasião, terminou sendo derrotado nos quatro jogos que disputou no torneio e amargou o último lugar da classificação. Os resultados ruins prosseguiram nas duas temporadas seguintes, com o clube conquistando apenas um ponto nesse período. Após ficar um ano sem disputar competições, o Monte Cristo retornou para a terceira divisão em 2008 e 2009, quando terminou na última colocação em ambas; contudo, esta última marcou a primeira vitória do clube na competição.

## Títulos
Campeão invicto
| Estaduais | Estaduais                             | Estaduais | Estaduais  |
|           | Competição                            | Títulos   | Temporadas |
| --------- | ------------------------------------- | --------- | ---------- |
|           | Campeonato Goiano - Divisão de Acesso | 1         | 1980       |

## Ligação externa
- Site da Federação Goiana de Futebol